# 7人制ラグビー男子ニュージーランド代表
7人制ラグビー男子ニュージーランド代表（英語: New Zealand national rugby sevens team）は、国際大会に派遣される7人制ラグビーの男子ニュージーランド代表チームである。愛称は「オールブラックスセブンズ (All Blacks Sevens)」。
ワールドラグビーセブンズシリーズ・ラグビーワールドカップセブンズなどに出場している。

## 歴史
7人制ラグビー初の国際トーナメント大会1973年国際セブンズAサイド・トーナメントに参加。
1999年からワールドラグビーセブンズシリーズに参加。そこからシーズン総合6連覇。
その後2001年のラグビーワールドカップセブンズで初優勝。通算ワールドラグビーセブンズシリーズ総合優勝13回・ラグビーワールドカップセブンズ優勝3回を誇る。
2020東京五輪では決勝進出するも7人制フィジー代表に敗れて銀メダル。

## 成績

### 夏季オリンピック
| 年   | ラウンド     | 順位 | 試 | 勝 | 負 | 分 |
| ---- | ------------ | ---- | -- | -- | -- | -- |
| 2016 | 準々決勝敗退 | 5位  | 6  | 3  | 3  | 0  |
| 2021 | 準優勝       | 2位  | 6  | 5  | 1  | 0  |
| 2024 | 準々決勝敗退 | 5位  | 6  | 5  | 1  | 0  |
| 計   | 優勝 0 回    | 3/3  | 18 | 13 | 5  | 0  |

### ワールドカップ
| 年   | ラウンド           | 順位 | 試 | 勝 | 負 | 分 |
| ---- | ------------------ | ---- | -- | -- | -- | -- |
| 1993 | カップ準々決勝敗退 | 7    | 8  | 6  | 2  | 0  |
| 1997 | カップ準決勝敗退   | 3    | 4  | 3  | 1  | 0  |
| 2001 | カップ優勝         | 1    | 8  | 8  | 0  | 0  |
| 2005 | カップ準優勝       | 2    | 8  | 7  | 1  | 0  |
| 2009 | カップ準々決勝敗退 | 5    | 4  | 3  | 1  | 0  |
| 2013 | カップ優勝         | 1    | 6  | 6  | 0  | 0  |
| 2018 | カップ優勝         | 1    | 4  | 4  | 0  | 0  |
| 2022 | カップ準優勝       | 2    | 4  | 3  | 1  | 0  |
| 計   | 優勝 3回           | 8/8  | 46 | 40 | 1  | 0  |

### ワールドゲームズ
| 年   | ラウンド      | 順位     | 試       | 勝       | 負       | 分       |
| ---- | ------------- | -------- | -------- | -------- | -------- | -------- |
| 2001 | 3位決定戦勝利 | 5        | 6        | 3        | 3        | 0        |
| 2005 | 出場なし      | 出場なし | 出場なし | 出場なし | 出場なし | 出場なし |
| 2009 | 出場なし      | 出場なし | 出場なし | 出場なし | 出場なし | 出場なし |
| 2013 | 出場なし      | 出場なし | 出場なし | 出場なし | 出場なし | 出場なし |
| 計   | 優勝 0 回     | 1/4      | 6        | 3        | 3        | 0        |

### ワールドセブンズシリーズ
- 1999 - 2000シーズン - 1位
- 2000 - 2001シーズン - 1位
- 2001 - 2002シーズン - 1位
- 2002 - 2003シーズン - 1位
- 2003 - 2004シーズン - 1位
- 2004 - 2005シーズン - 1位
- 2005 - 2006シーズン - 4位
- 2006 - 2007シーズン - 1位
- 2007 - 2008シーズン - 1位
- 2008 - 2009シーズン - 4位
- 2009 - 2010シーズン - 2位
- 2010 - 2011シーズン - 1位
- 2011 - 2012シーズン - 1位
- 2012 - 2013シーズン - 1位
- 2013 - 2014シーズン - 1位
- 2014 - 2015シーズン - 3位
- 2015 - 2016シーズン - 3位
- 2016 - 2017シーズン - 4位
- 2017 - 2018シーズン - 3位
- 2018 - 2019シーズン - 3位
- 2019 - 2020シーズン - 1位
- 2021 - 2022シーズン - 8位
- 2022 - 2023シーズン - 1位
- 2023 - 2024シーズン - 4位

## 主な歴代選手
- DJ・フォーブス - 代表元主将

## 直近大会の代表スコッド
パリ2024五輪スコッド
1. スコット・カリー
2. ブラディ・ラッシュ
3. レロイ・カーター
4. テパイア・クックサベージ
5. モーセ・レオ
6. アクイラ・ロコリソア
7. ナロヒ・ミックガーヴェイ＝ブラック
8. レーガン・ウェア
9. ディラン・コリアー
10. アンドリュー・ニュースタッブ
11. トネ・ン・シウ
12. フェヒ・フィネアンガノフォ